# Hong Kong 97
Hong Kong 97 (яп. 香港97, англ. Hon Kon 97, Hong Kong 97, стилізовано на обкладинці як HONGKONG1997) — неліцензійна відеогра жанру shoot 'em up, що вийшла в 1995 році для Super Famicom (SNES), але доступна була тільки на дискеті (SNES використовувала ігрові картриджі). Випущена компанією HappySoft Ltd., японською компанією, яка сприяє випуску homebrew-ігор. Гру розробив японський журналіст, програміст і інді-розробник Йошихіса «Коулун» Курасава (яп. クーロン黒沢, англ. Yoshihisa Kūron Kurosawa). Гра була продана тиражем близько 30 копій завдяки підпільному бутлегу, проєкт отримав культовий статус в Японії, Тайвані та Таїланді через свою сумнозвісну вкрай низьку якість.[⇨]

## Сюжет
Події гри засновані на передачі суверенітету Гонконгу, що була запланована на 1997 рік. Люди з материкового Китаю почали мігрувати в Гонконг, через що значно підвищився рівень злочинності. Як контрзахід невстановлений родич Брюса Лі й наркоман, на ім'я Чін (зображений як Джекі Чан в образі з фільму «Закусочна на колесах»), був найнятий владою Гонконгу (в особі останнього британського губернатора Кріса Паттена), щоб знищити 1,2 мільярда (все населення Китаю на той момент) «fuckin' ugly reds» (довбаних потворних червоних; оригінальна цитата англійською, в японському варіанті зазначені як «брудні люди з континенту, що плюються мокротою») в Китаї. Але там проводилися досліди, щоб воскресити мертвого Тонг Шау Піна (Дена Сяопіна) як «ультимативну зброю».
У китайському перекладі гри Чін зветься «Містером Чаном» (кит. трад. 陳先生, піньїнь: Chén xiānshēng), натякаючи на те, що для зображення персонажа було використано фотографію Джекі Чана. На звороті вкладки гри зазначено, що Чін — героїнозалежний.
На момент випуску гри в 1995 році Ден Сяопін був ще живим, але в 1997 році, коли відбувається сюжет гри, справді помер

## Ігровий процес

Демонстрація ігрового процесу

Одразу ж після вступу, який слідує за рекламою та титульним екраном, починається гра. Гравець керує Чіном, мета якого — стріляти в китайських цивільних і поліціянтів, при цьому ухиляючись від їхніх пострілів. Усі персонажі рухаються в межах екрана, фоном для якого слугують статистичні фотографії, котрі чередуються маоїстськими агітаційними плакатами, фотографіями гір Гуйліня, логотипом Asia Television Limited, китайською Кока-Колою чи портретом Мао Цзедуна у монохромній палітрі. При пострілі вороги вибухають в ядерному грибі, залишаючи після себе яскравий труп і предмети, що або миттєво вбивають Чіна, або дають тимчасову невразливість. Через деякий час з боків екрана з'являються автомобілі, які рухаються горизонтально по екрану, намагаючись збити Чіна. Після того, як гравець переміг тридцятьох ворогів, з'являється бос гри — величезна голова Дена Сяопіна. Щойно він переможений, гра починається заново.
Коли в Чіна влучає що-небудь, окрім посилення для невразливості, гра негайно закінчується і з'являється екран «game over», на якому зображений кадр із VHS-касети, на якому видно труп людини з кульовими ранами. Поверх екрана «game over» накладені слова «CHIN IS DEAD!» англійською і на граматично неправильній, ламаній китайській (кит. 陳死亡, піньїнь: Chén sǐwáng, акад. Чень сиван), що можна інтерпретувати як «Чін мертвий» або, якщо як ім'я власне: «Мертвий Чін». Потім гра переходить до титрів (у яких наведено, не зважаючи на попередні написи, список партнерів зі співробітництва посольства Канади та Японії), а потім повертається на титульний екран і повторюється знову.
Єдиним музичним і звуковим супроводом гри є фрагмент (перші два рядки) дитячої пісні «Я люблю пекінську Тяньаньмень» (кит. трад. 我愛北京天安門, спр. 我爱北京天安门, піньїнь: Wǒ ài Běijīng Tiān'ānmén, акад. Во ай Бейцзин Тяньаньмен), який зациклено повторюється протягом всієї гри. Текст пропонується англійською, японською та традиційною китайською мовами.
Існувало декілька припущень з приводу того, хто є вбитим на екрані «game over». Припускалося, що це міг бути або польський боксер-любитель Лешек Блажинський, або терорист з Народного фронту визволення Палестини Атеф Бсейсо, виконавець теракту на мюнхенській Олімпіаді в 1972 році. Однак, з'ясувалось, що чоловік на фото — невідомий мирний боснієць, жертва громадянської війни в Боснії, а сам кадр був узятий з японського документального фільму жанру мондо «Нове досьє смерті III» (яп. 新・デスファイルIII).

## Розробка
У січні 2018 року Йошіхіса «Коулун» Куросава перервав своє мовчання про розробку гри для South China Morning Post. Він заявив, що його метою було зробити якомога гіршу гру, щоб поглузувати з ігрової індустрії. Оскільки Куросава не мав особливих навичок програмування, йому допоміг співробітник Enix, і гра була створена за два дні. Пізніше він попросив друга з базовими знаннями англійської перекласти історію цією мовою, а також студента за обміном з Гонконгу перекласти її китайською. Музику, аудіокліп з пісні «Я люблю Тяньаньмень Бейджингу» («Я люблю пекінський Тяньяньмень») Куросава взяв з секонд-хенду на носії LaserDisc на Шанхайській вулиці, а спрайт головного героя, що зображає Джекі Чана, був взятий з кінопостера гонконгського фільму про бойові мистецтва «Закусочна на колесах», знятого в 1984 році.
Завершивши гру, Куросава використав пристрій для резервного копіювання, який міг копіювати ігри для Super Famicom на дискети, який він знайшов, блукаючи комп'ютерними магазинами району Шам Шуй По. Через те, що на той час у Японії пристрої для копіювання ігор були поза законом, Куросава міг рекламувати свою гру лише у статтях, написаних під псевдонімами для підпільних ігрових журналів. Він створив службу замовлення поштою, щоб продавати гру на дискетах і картриджах за ціною 2000-2500 єн (20-25 доларів США). Було продано лише близько 30 копій, попри те, що він надрукував кілька сотень копій вкладиша, який згодом викинув. Зрештою, він забув про гру, аж поки не дізнався, що вона привертає до себе небажану увагу наприкінці 2000-х років. Зрештою, його акаунт у Facebook був знайдений, і його засипали запитаннями про гру.

## Відгуки
У рекламі в підпільному журналі Game Urara іншої гри HappySoft — The Story of Kamikuishiki Village, низька якість Hong Kong 97 визнається, а сама гра називається жахливою і незрозумілою. У ній також стверджується, що бутлегові копії гри широко продавалися в Гонконзі та Бангкоку.
У ретроспективних оглядах Hong Kong 97 була зустрінута в переважній більшості негативно, багато хто називав її однією з найгірших відеоігор, коли-небудь створених. Гра здобула культ «настільки погано, що добре» в Японії, Таїланді та Тайвані., а у Західній цивілізації стала відома після того, як вона стала предметом випуску Angry Video Game Nerd.

### Група джерел
1. ↑  [3][1][9][11][14][15]